# Ла-Кондамін
Ла-Кондамі́н (фр. La Condamine, італ. La Condamine) — один з 10 районів Монако. Площа — 237.283 м². Населення — 3 847 осіб (за даними на 2000 р.). Розташований між районами Монако, Монте-Карло та районом Монте-Карло — Монегетті. Омивається Середземним морем. Ла-Кондамін відомий своєю широкою затокою і є основним портом і діловим центром країни. Затока Геркулес або порт Монако — найбільший порт Князівства Монако.